# The Power of Smile/Remember the kiss
『The Power of Smile/Remember the kiss』は、KOKIAの9枚目のシングル。2003年9月24日にビクターエンタテインメントよりリリースされた。

## 概要
前作より年ヶ月ぶりとなるシングル。「The Power of Smile」は花王「エッセンシャル ダメージケア」CMソングに起用された。。
2022年5月現在最も売れたシングル。

## ミュージック・ビデオ
「The Power of Smile」の監督は工藤伸一。「Remember the kiss」の監督は井上強。

## 収録曲
全曲作詞・作曲：KOKIA
1. The Power of Smile
編曲：五十嵐"IGAO"淳一
2. Remember the Kiss
編曲：澤近泰輔
3. The Power of Smile(Instrumental Version)
4. Remember the Kiss(Instrumental Version)